# Osbert Sitwell
Francis Osbert Sacheverell Sitwell (6 de diciembre de 1892, Londres, Inglaterra – 4 de mayo de 1969, Florencia, Toscana), más conocido como Osbert Sitwell, fue un escritor británico.

## Biografía
Nació el 6 de diciembre de 1892 en Londres, como el hijo mediano de Sir George Reresby Sitwell, cuarto baronet, y Lady Ida Emily Augusta Denison, una de las hijas del Barón Londesborough y nieta de Henry Somerset, séptimo duque de Beaufort, quien descendía de la Casa de Plantagenet. Su hermana mayor era Edith Sitwell y hermano menor Sacheverell Sitwell. 
Creció en Renishaw Hall, Derbyshire, y en Scarborough, Yorkshire, y asistió a la Ludgrove School y al Colegio Eton desde 1906 hasta 1909. Dos años después se unió a los Sherwood Rangers, pero fue trasladado a la Grenadier Guards de la Torre de Londres al no ser considerado apto para convertirse en oficial de caballería. Allí y durante su tiempo libre, frecuentó teatros y galerías de arte. En 1914 y con el comienzo de la Primera Guerra Mundial, fue enviado en las trincheras francesas en Ypres, donde escribió su primer poema: Some instinct, and a combination of feelings not hitherto experienced united to drive me to paper. 
Dejó el ejército en 1918 con el rango de capitán y se dedicó exclusivamente a la poesía, a la crítica de arte y al periodismo. Escribió el libreto de la obra musical Belshazzar's Feast, del compositor William Walton, y publicó dos libros de poemas: Argonaut and Juggernaut (1919) y At the House of Mrs Kinfoot (1921). A mediados de los años 1920, conoció a David Horner, quien sería su pareja durante la mayor parte de su vida.
En 1924 publicó su ópera prima de fantasía, Triple Fugue, y al año siguiente Discursions on Travel, Art and Life. Su primera novela fue Before the Bombardment (1926), a la que siguieron otras como The Man Who Lost Himself (1929), Miracle on Sinai (1934), Those Were the Days (1937) y A Place of One's Own (1940). También publicó una colección de historias cortas, Open the Door (1940) y un libro de ensayos, Sing High, Sing Low (1944).
Cuando su padre murió en 1943, él se convirtió en el quinto baronet y comenzó una autobiografía en cinco volúmenes: Left Hand, Right Hand, The Scarlet Tree (1946), Great Morning (1948), Laughter in the Next Room (1949) y Noble Essences: a Book of Characters (1950). Sitwell padeció la enfermedad de Parkinson durante varios años y finalmente murió el 4 de mayo de 1969 en Italia, en Montegufoni, un castillo situado cerca de Florencia que su padre había comprado en ruinas en 1909 y que lo había restaurado como su residencia personal.